# Titularbistum Anthedon
Anthedon (ital.: Antedone) ist ein Titularbistum der römisch-katholischen Kirche. 
Es geht zurück auf einen untergegangenen Bischofssitz der gleichnamigen antiken Stadt in der römischen Provinz Syria Palaestina bzw. Palaestina Prima. Das Bistum gehörte der Kirchenprovinz Caesarea in Palaestina an.
| Titularbischöfe von Anthedon |                                           |                                                                    |                   |                    |
| Nr.                          | Name                                      | Amt                                                                | von               | bis                |
| 1                            | Angelin Geiselmayer OCD                   | Apostolischer Vikar von Idalcan, Golcondae und Groß Mogul (Indien) | 12. August 1785   | 12. Juli 1786      |
| 2                            | Iosephus Tobia OFMConv                    | Koadjutorbischof von Tinos (Griechenland)                          | 10. Juni 1796     |                    |
| 3                            | Antonio Luigi Landi OFM                   | Koadjutorvikar von Shansi / Apostolischer Vikar von Shansi (China) | 16. Februar 1802  | 26. Oktober 1814   |
| 4                            | Bernhard Galura                           | Weihbischof in Brixen (Italien)                                    | 17. Dezember 1819 | 28. September 1829 |
| 5                            | Carl Anton Joseph Lüpke                   | Weihbischof in Osnabrück (Deutschland)                             | 5. Juli 1830      | 8. April 1855      |
| 6                            | Louis-François Richer dit Laflèche        | Koadjutorbischof von Trois-Rivières (Kanada)                       | 23. November 1866 | 30. April 1870     |
| 7                            | Jerzy Iwaszkiewicz                        | Weihbischof in Mahiljou (Belarus)                                  | 6. Mai 1872       | 9. Januar 1876     |
| 8                            | Charles-Louis Gay                         | Weihbischof in Poitiers (Frankreich)                               | 23. Oktober 1877  | 19. Januar 1892    |
| 9                            | Guillermo Juan Carter Gallo               | Weihbischof in La Serena Apostolischer Vikar von Tarapacá (Chile)  | 15. Juni 1893     | 30. August 1906    |
| 10                           | Ramón Barberá y Boada                     | Apostolischer Administrator von Ciudad Rodrigo (Spanien)           | 19. Dezember 1907 | 28. Mai 1914       |
| 11                           | Emilio Jiménez Pérez                      | Apostolischer Administrator von Barbastro (Spanien)                | 4. Januar 1918    | 21. Oktober 1926   |
| 12                           | Bernardino Vitale Bigi OFM                | Apostolischer Vikar von Cirenaica (Libyen)                         | 27. Januar 1927   | 19. April 1930     |
| 13                           | Alejandro García Fontcuberta OP           | Apostolischer Vikar von Hai Phòng (Vietnam)                        | 3. Juli 1930      | 14. Februar 1933   |
| 14                           | Edgar Anton Häring OFM                    | Präfekt, Apostolischer Vikar von Shuozhou (China)                  | 25. April 1933    | 11. April 1946     |
| 15                           | Marcel-François Lefebvre CSSp             | Apostolischer Vikar von Dakar (Senegal)                            | 12. Juni 1947     | 22. September 1948 |
| 16                           | John Baptist Choi Hong-Deok (Choe, Tchoi) | Apostolischer Vikar von Taiku (Daegu) (Südkorea)                   | 9. Dezember 1948  | 14. Dezember 1954  |
| 17                           | Felix Roeder                              | emeritierter Bischof von Beauvais (-Noyon-Senlis) (Frankreich)     | 21. Februar 1955  | 24. Februar 1965   |